# Hannes Münz

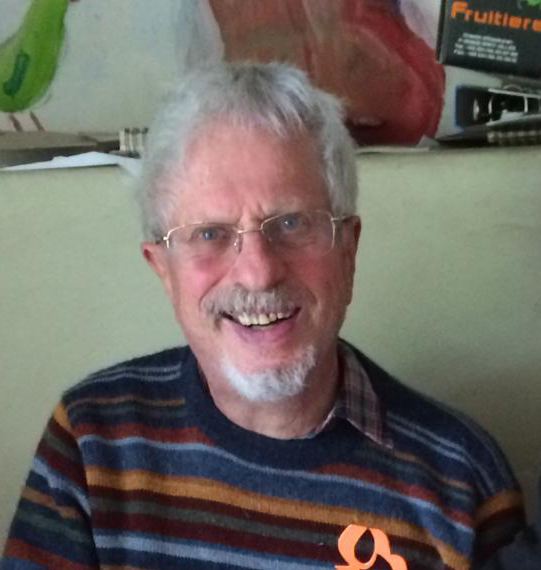
Porträt Hannes Münz

Hannes Münz (* 6. Juli 1940 in Aalen, Ostwürttemberg; † 31. März 2018) war ein deutscher bildender Künstler.

## Werdegang
Der Impuls zur künstlerischen Laufbahn entstand während der Schulzeit am Aalener Schubart-Gymnasium unter dem Einfluss seines Kunsterziehers Sieger Köder, der später als katholischer Priester zu einem Maler christlicher Kunst avancierte. Köder blieb auch zeitlebens ein Mentor im Schaffen seines ehemaligen Schülers.
Nach dem Abitur studierte Hannes Münz an der Kunstakademie in Stuttgart bei Rudolf Haegele sowie an der Ecole des Beaux Arts in Aix en Provence. Von 1969 bis 1990 lehrte er als Kunsterzieher am Ganerben-Gymnasium in Künzelsau. Anschließend arbeitete er als freischaffender Künstler mit Wohnsitz in Münsingen-Dapfen auf der Schwäbischen Alb sowie in Sizun-Kerambloch in der Bretagne.
Hier sowie in der Geburtsstadt Aalen und in Künzelsau finden sich Werke von Hannes Münz im öffentlichen Raum, beispielsweise großformatige Ölgemälde im Foyer der Aalener Stadthalle sowie im Kloster Benediktbeuern; posthum kaufte die Kunstsammlung Würth Stahlskulpturen an. Einzelausstellungen und Ausstellungsbeteiligungen erfolgten in Süddeutschland und Westfalen sowie in Frankreich in Metz, Straßburg, mehrfach in Grenoble und anderen Orten in der Bretagne.
Im Vordergrund der künstlerischen Arbeit stand die expressive Malerei und hier insbesondere die Auseinandersetzung mit der Farbe als zentrales Mittel der kreativen Gestaltung; daneben schuf er auch Druckgrafiken, Zeichnungen, Kollagen, Arbeiten in Pappmachee sowie in späteren Jahren auch ausdrucksstarke, zweidimensionale Metallskulpturen. Hannes Münz war verheiratet, kinderlos und verstarb in seiner Geburtsstadt Aalen im Jahre 2018.